# Férfi 4 × 200 méteres gyorsváltó a 2011-es úszó-világbajnokságon
A férfi 4 × 200 méteres gyorsváltót a 2011-es úszó-világbajnokságon július 29-én rendezték meg. Egy napon volt a selejtező és a döntő.

## Rekordok
|                               | Név                                                                                           | Nemzetiség | Idő     | Helyszín | Dátum            |
| ----------------------------- | --------------------------------------------------------------------------------------------- | ---------- | ------- | -------- | ---------------- |
| Világcsúcs Világbajnoki csúcs | Michael Phelps (1:44.49) Ricky Berens (1:44.13) David Walters (1:45.47) Ryan Lochte (1:44.46) | USA        | 6:58.55 | Róma     | 2009. július 31. |

## Érmesek
| Arany | Ezüst                                                                                                | Bronz                                                                           |
| Amerikai Egyesült Államok · Michael Phelps · Peter Vanderkaay · Ricky Berens · Ryan Lochte · David Walters* · Conor Dwyer* | Franciaország · Yannick Agnel · Grégory Mallet · Jérémy Stravius · Fabien Gilot · Sébastien Rouault* | Kína · Wang Shun · Csang Lin · Li Jün-csi (Li Yunqi) · Szun Jang · Jiang Yuhui* |

* Csak a selejtezőkben úsztak.

## Eredmények

### Selejtező
| Helyezés | Selejtező | Pálya | Nemzetiság | Úszók | Idő     | Megj. |
| -------- | --------- | ----- | ---------- | --- | ------- | ----- |
| 1        | 3         | 4     | USA        | David Walters (1:48.01) Conor Dwyer (1:47.31) Ricky Berens (1:46.99) Peter Vanderkaay (1:46.53)               | 7:08.84 | Q     |
| 2        | 3         | 3     | JPN        | Macuda Takesi (1:47.57) Yoshihiro Okumura (1:47.64) Sho Uchida (1:48.57) Shogo Hihara (1:46.68)               | 7:10.46 | Q     |
| 3        | 2         | 5     | FRA        | Jérémy Stravius (1:47.49) Grégory Mallet (1:47.98) Sébastien Rouault (1:49.61) Yannick Agnel (1:46.52)        | 7:11.60 | Q     |
| 4        | 1         | 5     | AUS        | Kenrick Monk (1:48.77) Tommaso D’Orsogna (1:48.14) Jarrod Killey (1:47.19) Ryan Napoleon (1:47.70)            | 7:11.80 | Q     |
| 5        | 2         | 6     | ITA        | Gianluca Maglia (1:49.00) Filippo Magnini (1:46.97) Marco Belotti (1:48.17) Samuel Pizzetti (1:48.04)         | 7:12.18 | Q     |
| 6        | 1         | 4     | CHN        | Wang Shun (1:48.04) Csang Lin (1:46.98) Jiang Yuhui (1:49.90) Li Jün-csi (Li Yunqi) (1:47.27)                 | 7:12.19 | Q     |
| 7        | 2         | 3     | GBR        | David Carry (1:47.96) Ross Davenport (1:48.08) Jak Scott (1:49.26) Robert Renwick (1:47.85)                   | 7:13.15 | Q     |
| 8        | 3         | 5     | GER        | Tim Wallburger (1:48.05) Yannick Lebherz (1:49.46) Clemens Rapp (1:49.34) Paul Biedermann (1:46.46)           | 7:13.31 | Q     |
| 9        | 2         | 7     | AUT        | David Brandl (1:48.95) Christian Scherübl (1:48.35) Markus Rogan (1:48.04) Dinko Jukić (1:48.00)              | 7:13.34 |       |
| 10       | 1         | 3     | CAN        | Blake Worsley (1:48.69) Colin Russell (1:49.20) Chad Bobrosky (1:48.05) Stefan Hirniak (1:47.79)              | 7:13.73 |       |
| 11       | 2         | 4     | RUS        | Danyila Izotov (1:48.04) Jevgenyij Lagunov (1:48.60) Artyom Lobuzov (1:48.76) Alekszandr Szuhorukov (1:48.72) | 7:14.12 |       |
| 12       | 3         | 6     | RSA        | Darian Townsend (1:47.98) Jean Basson (1:48.67) Jan Venter (1:49.85) Sebastien Rousseau (1:49.15)             | 7:15.65 |       |
| 13       | 1         | 6     | BEL        | Dieter Dekoninck (1:49.77) Glenn Surgeloose (1:49.07) Mathieu Fonteyn (1:50.77) Pieter Timmers (1:47.78)      | 7:17.39 | NR    |
| 14       | 1         | 2     | BRA        | Nicolas Oliveira (1:49.47) Andre Schultz (1:50.32) Rodrigo Castro (1:49.72) João de Lucca (1:48.93)           | 7:18.44 |       |
| 15       | 3         | 2     | VEN        | Daniele Tirabassi (1:49.48) Crox Acuña (1:49.80) Ricardo Monasterio (1:54.13) Cristian Quintero (1:48.34)     | 7:21.75 |       |
| 16       | 3         | 7     | CZE        | Jan Sefl (1:51.64) Michal Rubacek (1:51.79) Martin Verner (1:49.82) Květoslav Svoboda (1:51.21)               | 7:24.46 | NR    |
| –        | 2         | 2     | KOR        | | DNS     |       |

### Döntő
| Helyezés  | Pálya | Nemzetiság | Úszók | Idő     | Megj. |
| --------- | ----- | ---------- | --- | ------- | ----- |
| Aranyérem | 4     | USA        | Michael Phelps (1:45.53) Peter Vanderkaay (1:46.07) Ricky Berens (1:46.51) Ryan Lochte (1:44.56)             | 7:02.67 |       |
| Ezüstérem | 3     | FRA        | Yannick Agnel (1:45.25) Grégory Mallet (1:46.81) Jérémy Stravius (1:45.40) Fabien Gilot (1:47.35)            | 7:04.81 | NR    |
| Bronzérem | 7     | CHN        | Wang Shun (1:47.09) Csang Lin (1:46.14) Li Jün-csi (Li Yunqi) (1:47.30) Szun Jang (1:45.14)                  | 7:05.67 | NR    |
| 4         | 8     | GER        | Paul Biedermann (1:45.20) Tim Wallburger (1:47.70) Christoph Fildebrandt (1:48.16) Benjamin Starke (1:47.26) | 7:08.32 |       |
| 5         | 6     | AUS        | Thomas Fraser-Holmes (1:48.35) Kenrick Monk (1:45.84) Jarrod Killey (1:48.01) Ryan Napoleon (1:46.28)        | 7:08.48 |       |
| 6         | 1     | GBR        | Ross Davenport (1:47.31) David Carry (1:47.47) Jak Scott (1:48.78) Robert Renwick (1:47.28)                  | 7:10.84 |       |
| 7         | 5     | JPN        | Macuda Takesi (1:47.37) Shogo Hihara (1:46.87) Kobori Júki (1:47.74) Yoshihiro Okumura (1:48.94)             | 7:10.92 |       |
| 8         | 2     | ITA        | Gianluca Maglia (1:48.57) Filippo Magnini (1:47.54) Marco Belotti (1:47.97) Samuel Pizzetti (1:48.18)        | 7:12.26 |       |